# 711
Évszázadok: 7. század – 8. század – 9. század
Évtizedek: 660-as évek – 670-es évek – 680-as évek – 690-es évek – 700-as évek – 710-es évek – 720-as évek – 730-as évek – 740-es évek – 750-es évek – 760-as évek
Évek: 706 – 707 – 708 – 709 –  710 – 711 – 712 – 713 – 714 – 715 – 716

## Események

### Európa
- II. Iusztinianosz bizánci császár Örményországba indul, de eközben a krími lázadók a monothelétita száműzött Bardanész vezetésével maguk mellé állítják az ellenük küldött csapatokat és Konstantinápolyba utaznak. Itt a monothelétita párt beengedi őket a városba és Bardanészt Philippikosz néven császárrá kiáltják ki. Iusztinianoszt Anatóliában letartóztatják és lefejezik. Felesége ennek hírére hatéves fiával, Tiberiosszal egy templomban keres menedéket, de Philippikosz katonái kirángatják onnan és meggyilkolják a gyereket. Ezzel kihal a Bizáncot száz éve uraló Hérakleiosz-dinasztia.
- A Konstantinápolyban tartózkodó Constantinus pápa még Iusztinianosz kivégzése előtt visszautazik Rómába.
- Ansprand száműzött longobárd herceg nagy sereggel visszatér Bajorországból és Pavia mellett legyőzi a bitorló II. Aripertet.
- Herstali Pippin frank majordomus fia és örököse, Grimoald feleségül veszi Radbod fríz király lányát, Theudesindát.
- 32 éves korában meghal III. Childebert frank király (csak névleges uralkodó, a tényleges hatalom a majordomus kezében van). Utóda 12 éves fia, III. Dagobert.
- Beorhtfrith northumbriai eadorlman (főúr) Manaw Gododdinnál legyőzi a pikteket.

### Omajjád Kalifátus
- Tárik ibn Zijád tangeri kormányzó 7 ezer harcosával átkel a Gibraltári-szoroson és Julianus ceutai gróf segítségével megtámadja a Vizigót Királyságot. A guadaletei csatában döntő vereséget mér a számbeli fölényben lévő vizigótokra és megöli azok királyát, Rodericet.[1] A bitorló Roderic halála után a királyság vezetés nélkül marad és a csekély létszámú hódító araboknak csak a helyi ellenállásokkal kell számolniuk, ráadásul a lakosság - különösen a sokat sanyargatott zsidók - sokhelyütt nem hajlandó segíteni az idegen hódítóknak tekintett vizigótoknak. A főváros, Toledo ellenállás nélkül megadja magát Táriknak.
- Muhammad ibn al-Kászim hadjáratot indít az Indus alsó szakaszánál fekvő Szindh királysága ellen és elfoglalja Debal kikötővárosát.

### Amerika
- Toniná maja városállam csapatai legyőzik Palenque seregét és elfogják annak királyát, II. Kʼinich Kʼan Joy Chitamot, akit ezután tíz évig fogságban tartanak.

## Születések
- Málik ibn Anasz, szunni jogtudós és teológus, a muszlim jogtudomány málikita iskolájának alapítója
- Tang Szu-cung, kínai császár

## Halálozások
- április 23. – III. Childebert, frank király
- november 4. – II. Iusztinianosz, bizánci császár
- Roderic, vizigót király
- Tiberiosz, Iusztinianosz fia

## Fordítás
- Ez a szócikk részben vagy egészben  az   AD 711 című angol Wikipédia-szócikk ezen változatának fordításán alapul.  Az eredeti cikk szerkesztőit annak laptörténete sorolja fel. Ez a jelzés csupán a megfogalmazás eredetét és a szerzői jogokat jelzi, nem szolgál a cikkben szereplő információk forrásmegjelöléseként.